# La tomba de Virgili
La tomba de Virgili (originalment en anglès Virgil's Tomb), de forma completa La tomba de Virgili amb la figura de Sili Itàlic, és el títol de tres pintures completades per Joseph Wright entre el 1779 i el 1785. Són fruit de la seva estada a Itàlia que dugué a terme entre 1773 i 1775. Tots tres quadres mostren l'estructura en ruïnes prop de Nàpols que tradicionalment ha estat identificada com la tomba del poeta èpic llatí Virgili. La primera de les tres, datada del 1779, inclou la figura de Sili Itàlic, un poeta més tardà que Virgili conegut per haver estat un gran admirador d'aquest.
De manera diferent d'altres pintures de Wright amb escenes il·luminades per espelmes, les vistes de La tomba de Virgili estan "inundades d'una llum lunar opressiva". Reflecteixen l'etapa de Wright quan "aguantava un balanç delicat entre el que hi havia realment i el que a ell li agradaria construir".

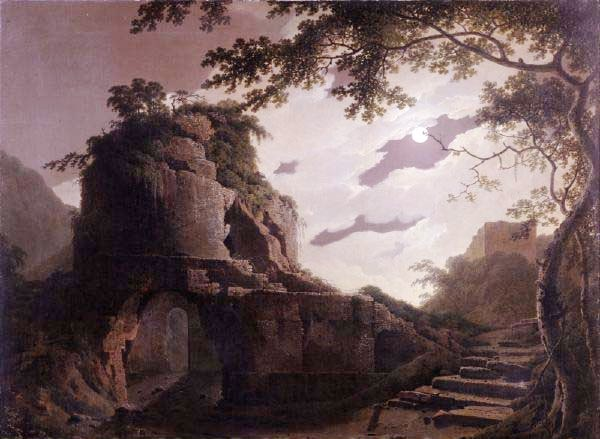
La tomba de Virgili: la versió de 1782 al Derby Museum and Art Gallery
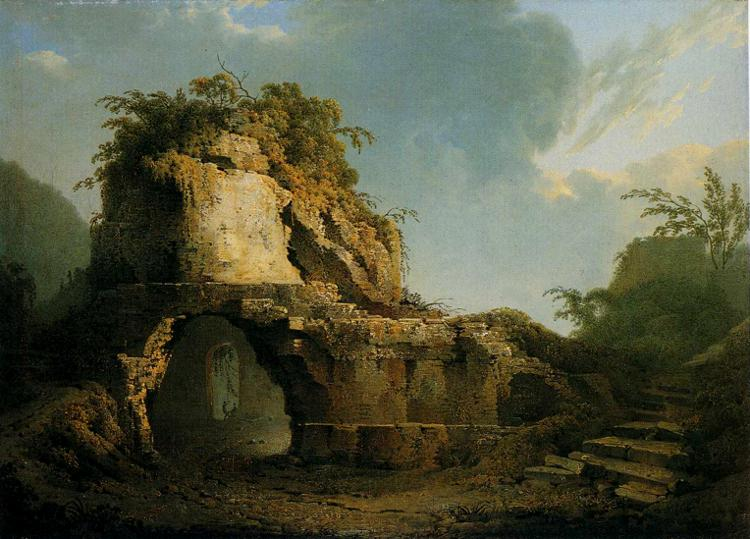
La tomba de Virgili: el sol entrant a través dels núvols: la versió de 1785 a l'Ulster Museum, a Belfast